# Abba Gold – Greatest Hits
Abba Gold – Greatest Hits (av musikgruppen skrivet ABBA Gold – Greatest Hits) är ett samlingsalbum med den svenska popgruppen Abba:s största hitlåtar. 

## Historik
Albumet gavs ut 1992  (tio år efter gruppens sista studioinspelning och 20 år efter deras gemensamma skivdebut) och blev en enorm succé över hela världen. Albumet blev startskottet för en stor Abba-revival som märktes över hela världen. Skivan innehåller 19 låtar som alla gavs ut som singelskivor under Abba:s faktiska karriär.
1999 publicerades en nyutgåva av skivan med samma låtlista, men med delvis förändrad design. En uppföljande skiva, More Abba Gold – More Abba Hits gavs ut 1993.

### Försäljningsframgångar
Abba Gold har till och med 2008 sålts i 26 miljoner exemplar. Skivan debuterade på den svenska försäljningslistans tiondeplats 30 september 1992. Därefter gick den upp i topp på listan. Skivan låg kvar på listan till våren 1993. Nyutgåvan gick in på listan 29 april 1999 och låg sedan åtta veckor på raken på första plats. Den blev nedpetad från förstaplatsen av Thomas Di Levas album För Sverige - i rymden. Abba Gold låg kvar på listan till februari 2000 och efter att ha fallit ur topp 60 så återkom den sedan fjorton gånger på listan och låg som högst på plats 10 i oktober 2005. 
I Storbritannien har skivan toppat albumlistan vid fem olika tillfällen: 1992, tre gånger 1999 och återigen i augusti 2008. Skivan låg också inom brittiska Topp 100 varje år 1992-2000. Den 2 juli 2021 blev albumet det första att ha legat 1000 veckor på UK Albums Chart.
Vidare har skivan toppat listorna i exempelvis Australien, Danmark, Irland, Israel, Italien, Mexiko, Portugal, Schweiz, Singapore, Spanien, Tyskland och Österrike.

## Låtlista
1. Dancing Queen (från Arrival 1976)
2. Knowing Me, Knowing You (från Arrival 1976)
3. Take a Chance on Me (från The Album 1977)
4. Mamma Mia (från Abba 1975)
5. Lay All Your Love on Me (från Super Trouper 1980)
6. Super Trouper (från Super Trouper 1980)
7. I Have a Dream (från Voulez-Vous 1979)
8. The Winner Takes It All (från Super Trouper 1980)
9. Money, Money, Money (från Arrival 1976)
10. SOS (från Abba 1975)
11. Chiquitita (från Voulez-Vous 1979)
12. Fernando (1976)
13. Voulez-Vous (från Voulez-Vous 1979)
14. Gimme! Gimme! Gimme! (A Man After Midnight) (från Greatest Hits Vol. 2 1979)
15. Does Your Mother Know (från Voulez-Vous 1979)
16. One of Us (från The Visitors 1981)
17. The Name of the Game (från The Album 1977)
18. Thank You for the Music (från The Album 1977)
19. Waterloo (från Waterloo 1974)

I Oceanien samt delar av Asien gavs skivan ut med delvis förändrad låtlista. Super Trouper, I Have a Dream samt Thank You for the Music är utbytta mot Ring Ring, I Do, I Do, I Do, I Do, I Do och Rock Me.

## Övrigt
- I vissa delar av världen gavs tre låtar ut som singelskivor från Abba Gold; Dancing Queen, Voulez-Vous samt Thank You for the Music.
- Thank You for the Music släpptes bara som B-sida på singel under gruppens faktiska karriär. Singelns A-sida var Eagle och den gavs bara ut i ett begränsat antal länder 1978.
- 1996 släpptes skivan i en box tillsammans med More Abba Gold – More Abba Hits samt en singelskiva med ytterligare tre låtar. Låtlistan var densamma, men designen hade förändrats.
- Abba:s spanskspråkiga låtar har samlats på en liknande skiva: Oro – Grandes Éxitos.
- 1992 gavs skivan ut som CD, LP, kassettband samt videoband. Senare har även en DVD-skiva släppts.
- 1993 publicerade den brittiske journalisten John Tobler boken ABBA Gold - The Complete Story.

## Svarsskivor
- Det svenska dansbandet Vikingarna gav 1993 ut en svarsskiva, hitsamlingen Vikingarna Gold.[3][4]

### Fotnoter
1. ↑  Information i Svensk mediedatabas.
2. ↑  
Rob Copsey (2 juli 2021). ”ABBA Gold becomes first album to reach 1000 weeks on the Official Albums Chart” (på engelska). Official Charts. Arkiverad från originalet den 2 juli 2021. https://web.archive.org/web/20210702160638/https://www.officialcharts.com/chart-news/abba-gold-becomes-first-album-to-reach-1000-weeks-on-the-official-albums-chart__33502/. Läst 3 juli 2021.
3. ↑  Vikingarna Gold på Svensk mediedatabas
4. ↑  Michael Nystås (9 april 2002). ”Skivtorkan har slagit till” (på svenska). Nöjesbladet. https://www.aftonbladet.se/nojesbladet/a/xR8X6Q/skivtorkan-har-slagit-till. Läst 17 juni 2023.